# A gyűrű (South Park)
A gyűrű (The Ring) a South Park című rajzfilmsorozat 182. része (a 13. évad 1. epizódja). Elsőként 2009. március 11-én sugározták az Egyesült Államokban. Magyarországon 2009. november 20-án mutatta be az MTV. Az epizód története szerint Kenny McCormick és barátnője a Jonas Brothers zenekar javaslatára önmegtartóztatásra kötelező gyűrűket kezd el hordani, azonban a gyűrű valójában a Walt Disney cég reklámfogásának bizonyul.
Az epizódot Trey Parker írta és rendezte; A gyűrű az első olyan South Park-rész, melyet HDTV minőségben, 16:9-es képaránnyal sugároztak. A 13. évad bevezető epizódja pozitív kritikákat kapott és a bemutató héten 3,41 millió néző látta. A kritikusok egy része értékelte a Walt Disney marketinges taktikájának szatirikus ábrázolását, illetve Mickey egér sajátos megjelenítését, mint kapzsi és erőszakos cégelnök. A Jonas Brothers szóvivője kifejezetten megtiltotta a riportereknek, hogy az együttes tagjait az epizóddal kapcsolatban kérdezzék (noha a tagok azt állítják, nem látták a kérdéses részt).

## Cselekmény
|  | Alább a cselekmény részletei következnek! |

A South Park-i gyerekek legnagyobb megdöbbenésére kiderül, hogy Kenny McCormicknak barátnője van, Tammy Warner (akinek a családja állítólag még Kennyéknél is szegényebb). Butters hall egy pletykát, mely szerint Tammy könnyűvérű, mivel korábban egy másik tanulót orális szexben részesített egy étterem parkolójában. Stan Marsh, Kyle Broflovski és Eric Cartman figyelmezteti Kennyt, de őt nem zavarja a szóbeszéd, sőt barátai zavarodottságára örül neki(később el is megy óvszert venni). Kenny beszél Tammyval, aki elismeri, hogy a pletyka igaz, de mentségére szolgál, hogy csak azért történt meg az esemény, mert a Jonas Brothers együttes koncertje felizgatta. Ezt hallva Kenny elhívja barátnőjét a zenekar következő fellépésére, de társait elborzasztja a terve; Cartman szerint „a Föld legfertőzőbb helye egy amerikai nő szája”.
A nagy sikerű koncert után az együttes tagjai Tammyt, néhány lányrajongóval együtt, a színpad mögé hívják, ahol rábeszélik őket egy gyűrű viselésére; a gyűrű viselése biztosíték arra, hogy tulajdonosa tartózkodik a házasság előtti szextől és önmegtartóztató életet él. Hogy Tammy kedvében járjon, nagy nehezen Kenny is rászánja magát a gyűrű viselésére, de ennek hatására egyre unalmasabb lesz és barátait is elhanyagolja. Eközben kiderül, hogy a gyűrű a Jonas Brothers kegyetlen és kapzsi menedzserének, Mickey egérnek az ötlete volt, aki szerint a gyűrű viselésének álcája alatt eladhatják a szexet a fiatal rajongóknak, anélkül, hogy magukra haragítanák a szülőket. A Jonas Brothers tagjai próbálták lebeszélni erről az ötletről, de Miki válaszul összeveri az egyik tagot, majd, mintha mi se történt volna, kimegy az ajtón. A következő koncertre Stanék is elmennek, hogy megtudják, mire megy ki az egész. Ám amikor átugorják a kordont, Mickey egér – aki a gyerekeket a DreamWorks kémeinek hiszi – mérgezett nyilakkal elkábítja őket.
A gyerekek egy koncert színpada mögött térnek magukhoz, ahol Mickey egér próbálja kivallatni a csapatot, de eközben elárulja valódi indítékait és nyíltan sértegetni kezdi a Jonas Brothers tagjait, valamint a keresztényeket. Kyle egy óvatlan pillanatban kihangosítja a beszélgetést, Cartman pedig felvonja a függönyt, így az összes néző láthatja és hallhatja Miki kirohanását. Miután a tömeg ellene fordul, Miki 30 méteresre varázsolja magát (az amerikai karneválokon felvonultatott, felfújható óriás figurákhoz hasonlóvá válik), majd tűzokádó képességével Denver pusztításába kezd. Egy riporter megjegyzi, hogy Miki nemsokára visszatér a Valhallába, miközben a tudósítás hátterében látszik a több ezer menekülő lakó, később Miki , aki a város felett repkedve tájékoztatja a világot bosszújáról.
Kenny és barátnője leveszi a gyűrűket, majd Tammy sokat sejtetően azt javasolja, menjenek el az étterem parkolójába. A következő jelenetben Kenny temetése látható, aki szifiliszben meghalt. Cartman szomorúan megjegyzi, hogy ő korábban figyelmeztette barátját, mindhiába.

## Produkció
Az epizódot Trey Parker, a sorozat egyik alapítója írta és rendezte. A gyűrűt az Egyesült Államokban a Comedy Central csatorna elsőként 2009. március 11-én sugározta, míg az Egyesült Királyságban két nappal később, március 13-án a Paramount Comedy mutatta be először. A 13. évad első epizódja egyben az első olyan rész is, mely HDTV minőségben jelent meg. március 8-án, a premier előtt három nappal a forgatókönyv még csupán félig volt készen és az animáció közel sem volt teljes. A South Park készítői elmondásuk szerint gyakran az utolsó pillanatban fejezik be az epizódokat. Érdemes megjegyezni, hogy a 11. évad utolsó része, A Lista óta ez az első olyan South Park-rész, melyben Kenny meghal. Az epizód szerint Tammy Kenny első barátnője, pedig a fiúnak Az őserdőben című részben már volt egy barátnője, Kelly.
A kritikusok és kommentátorok szerint az epizód nem csupán a Jonas Brothers, de a Walt Disney cég erkölcsi helyzete elé is görbe tükröt állít. A Disney-t az epizód során olyan vállalatként mutatják be, amely a családbarát erkölcsök mögé bújva igyekszik álcázni valódi céljait, a minél nagyobb profitot. Ezt tovább erősíti Mickey egérnek, mint a Disney arculatát megtestesítő jelképnek az erőszakos, gátlástalan és kapzsi igazgatóként történő ábrázolása. A cselekmény és Miki monológja különösen kiemeli a Disney marketinges taktikáját, melynek során tudat alatt a szexet árulják a fiatal rajongóknak. Mindeközben azonban a gyűrűk alkalmazásával lekenyerezik a szülőket, kihasználva azok gyermekeik féltéséből eredő félelmeit. Az epizód ezen túlmenően bemutatja a vállalati világ kapzsiságát, azáltal, hogy Miki a vallást használja fel a profitszerzés érdekében, miközben a kereszténységet és annak híveit maró gúnnyal illeti: „Már évtizedek óta milliárdokat keresek a keresztények ostobaságán. És tudjátok, miért? Azért, mert a keresztények kretének! Egy beszélő hullában hisznek!”.

## Utalások a populáris kultúrára

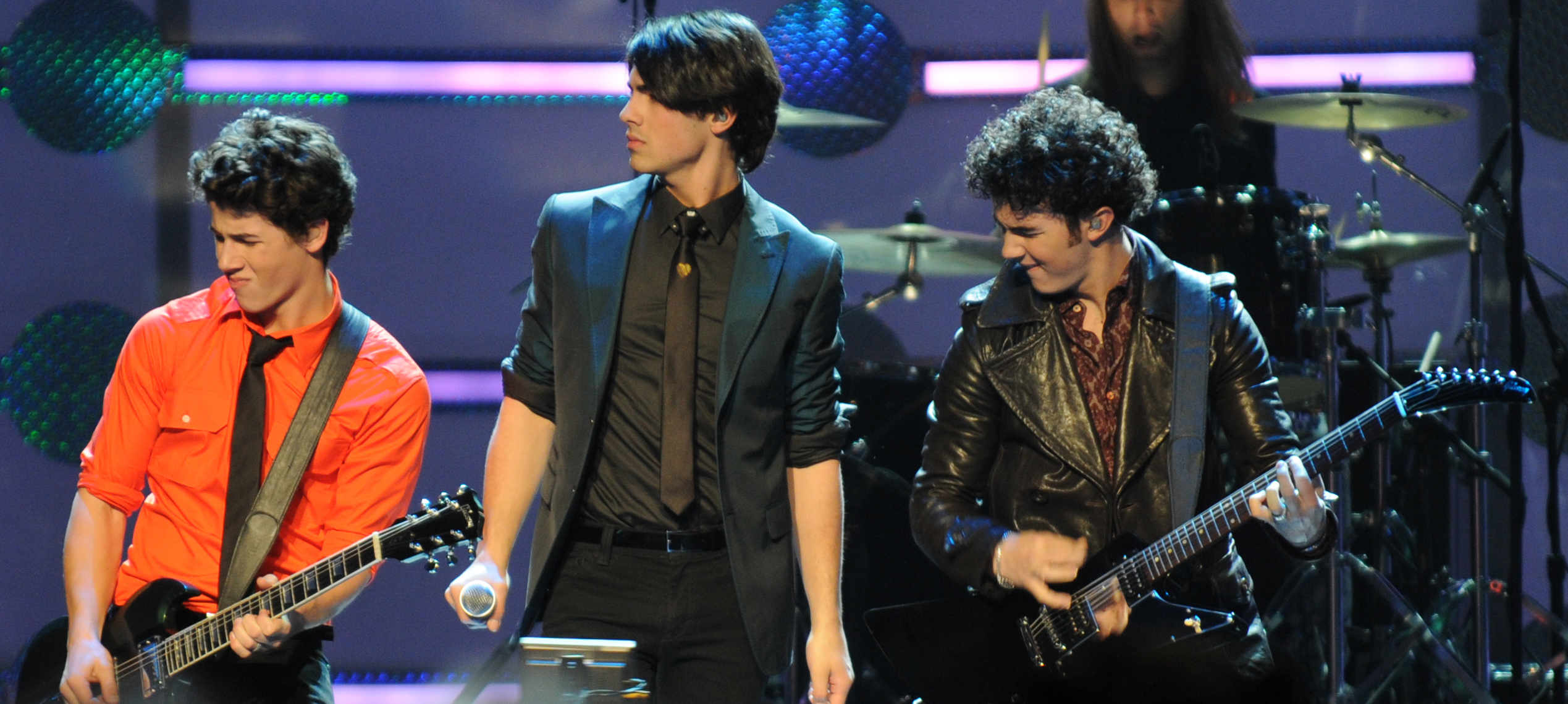
A Jonas Brothers tagjai

A Jonas Brothers kifigurázása teszi ki a cselekmény szerves részét. Még az epizód első sugárzása előtt Lisa de Moraes, a The Washington Post egyik rovatvezetője felvetette, hogy Trey Parker és Matt Stone csupán azért foglalkozott a zenekarral a 13. évad bevezető részében, hogy így növeljék a sorozat nézettségét. A Comedy Central munkatársai azonban azt állítják, hogy a Jonas Brothers rajongói nem South Park nézőinek demográfiai csoportjából, azaz a 18 és 49 év közötti férfiak közül kerülnek ki. A Walt Disney cég, a Disney Channel televíziós csatorna és Mickey egér is szerepel az epizódban, kiparodizálva; amikor a pszichopataként ábrázolt Mickey egér megszólal vagy rátámad valakire, utána mindig elhangzik a védjegyévé vált „Ha ha!” felkiáltás, mely ebben az esetben egyfajta idegrángásként hat.
A Grace klinika című sorozatot is kigúnyolják az epizódban; Kenny és Tammy – valamint a többi, gyűrűt viselő gyerek – erősen vonzódni kezd ehhez a sorozathoz, miközben egyre unalmasabbá válnak, emellett folyamatosan a Netflix elnevezésű DVD-kölcsönző filmjeit nézik. Utóbbira utalás is történik a Jonas Brothers egyik, kitalált dalában: „Kinek van szüksége szexre, drogokra és bulizásra, amikor főzhetünk is valamit és leülhetünk nézni a Netflix-et?”

## Fogadtatás
Az eredeti amerikai sugárzást 3,41 millió háztartásban követték figyelemmel, a Nielsen Ratings szerint A gyűrű a bemutató hetének második legnézettebb műsora volt a Comedy Central-on, a Comedy Central Roast után (4,08 millió háztartás). A South Park-epizód megelőzte a The Daily Show március 11-i, illetve március 12-i adását, amely a műsor házigazdája, Jon Stewart és a CNBC egyik műsorvezetője, Jim Cramer közötti ellenségeskedés miatt nagy médiafigyelmet kapott.

## Érdekességek
Mickey egérnek ebben az epizódban ugyanaz volt a magyar hangja (Rajkai Zoltán), mint általában az eredeti Disney-produkciókban.[forrás?] Eredeti hangját Trey Parker kölcsönzi benne.